# Konsumgenossenschaft

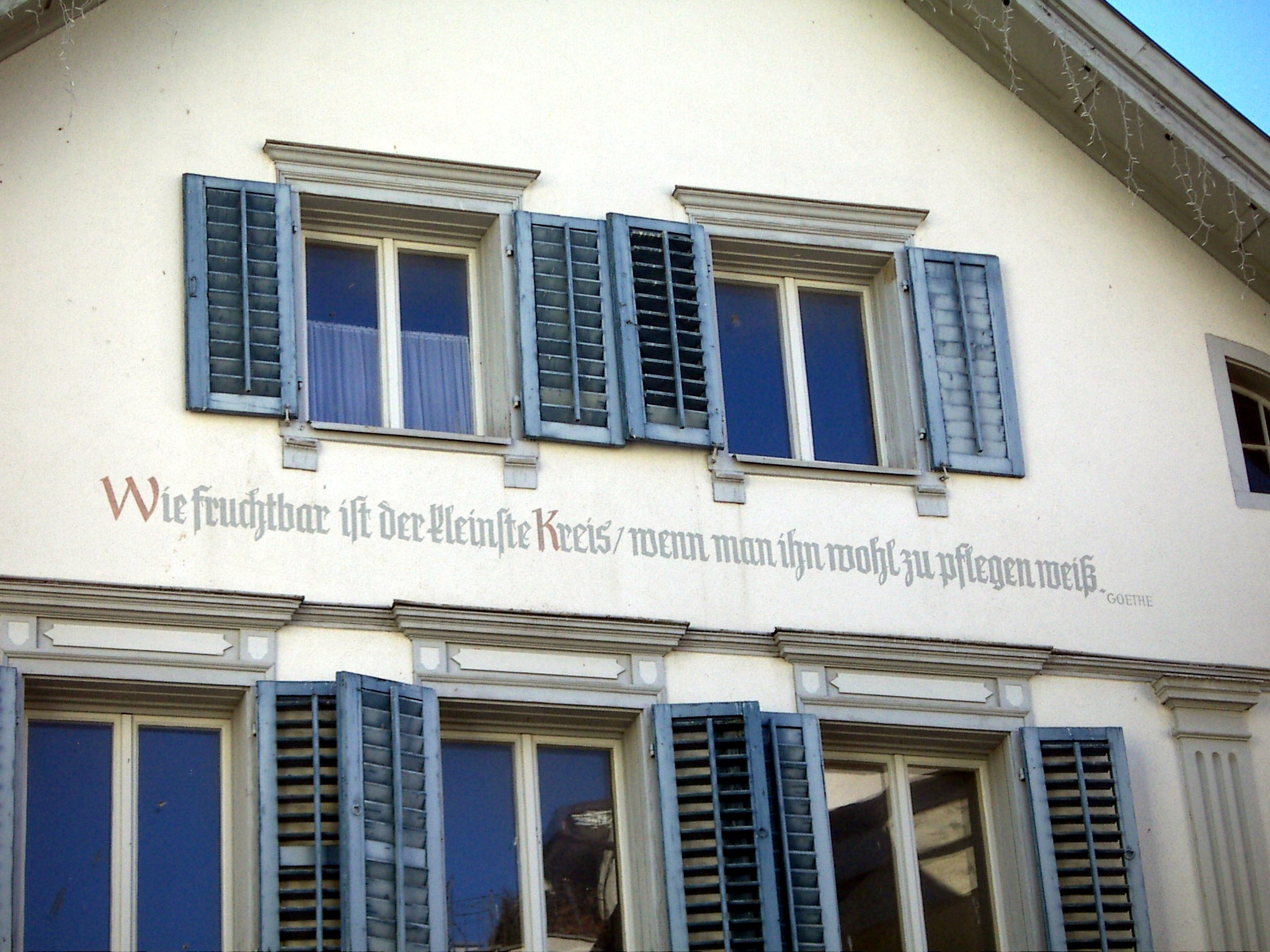
Ehemalige Konsum-Genossenschaft in Schruns, Leitspruch

Die Konsumgenossenschaft ist eine besondere Form der Genossenschaft im Einzelhandel, die in erster Linie Nahrungs- und Genussmittel sowie verwandte Waren des täglichen Bedarfs beschafft und verkauft. In der Vergangenheit wurde sie auch als Verbrauchergenossenschaft oder als Konsumverein bezeichnet. Sie wurde ursprünglich auf Initiative von Verbrauchern, Gewerkvereinen oder von Sozialreformern aus bürgerlichen Kreisen gegründet mit dem Ziel, die Lebenshaltung durch günstigere Warenversorgung zu verbessern. Teilweise haben Konsumgenossenschaften ihre Tätigkeit auch auf die Produktion ausgedehnt oder die sogenannte „Eigenproduktion“ Zentral-Gesellschaften übertragen. Besondere Bedeutung erlangten die Konsumgenossenschaften in ihrem Mutterland Großbritannien, in Skandinavien (vor allem Schweden), in Japan, der Schweiz und in Deutschland.

## Geschichte

### 19. Jahrhundert
Die Konsumgenossenschaften sind überall in Europa als ein Ergebnis der Industrialisierung entstanden. Im 19. Jahrhundert bildeten sich industrielle und gewerbliche Schwerpunkte heraus. Die Arbeitskräfte wurden von weit her angezogen. Sie waren zwar der Not auf dem Lande entgangen, fanden sich aber in engen und schlecht ausgestatteten Wohnungen und in Arbeitsverhältnissen wieder, in denen sie weitgehend rechtlos waren. Ihren Bedarf an Lebensmitteln deckten sie bei Krämern; sie nahmen mangels Zahlungsmitteln oft Kredite bei diesen auf und wurden so von ihnen abhängig. Diesen Krämern wurde oft Betrug durch ungenaues Wiegen und den Verkauf verdorbener oder minderwertiger Ware vorgeworfen. Zu bedrückender Abhängigkeit am Arbeitsplatz ohne Tarif und ohne Kündigungsschutz, in der Wohnung ohne Mieterschutz kam die ebenso drückend empfundene Abhängigkeit vom Krämer, die das Leben erschwerte.
Deshalb fanden sich schon früh Arbeiter und Handwerker zu Vereinen, Assoziationen und Genossenschaften zusammen, um ihre Versorgungslage zu verbessern. Eine der bekanntesten dieser Verbraucher- oder Konsumgenossenschaften ist die der Rochdale Society of Equitable Pioneers, der Rochdaler Genossenschaft der redlichen Pioniere. Am 21. Dezember 1844 eröffneten 28 Gründungsmitglieder, größtenteils Flanell-Weber in Rochdale, Manchester, ihren Laden. Sie formulierten Grundprinzipien, die weltweit zur Leitlinie der Konsumgenossenschaftsbewegung wurden:
- Gleiches Stimmrecht: Jedes Mitglied hat eine Stimme, unabhängig von der Höhe der Einzahlung.
- Jeder kann der Genossenschaft jederzeit zu den gleichen Bedingungen beitreten wie die bisherigen Mitglieder.
- Rückvergütung: Je mehr ein Mitglied bei der Genossenschaft kauft, umso größer soll seine Beteiligung am Überschuss sein.
- Verkauf nur gegen Barzahlung.
- Lieferung unverfälschter Ware mit vollem Gewicht.
- Politische und religiöse Neutralität.

Gegen Ende des 19. Jahrhunderts und bis kurz nach der Wende zum 20. Jahrhundert kam es nach dem Vorbild der erfolgreichen britischen Konsumgenossenschaften zu einer Gründungswelle an Konsumgenossenschaften, vornehmlich in den industrialisierten Staaten Europas und im Zusammenhang mit der wachsenden politischen und gewerkschaftlichen Arbeiterbewegung. Es gab aber auch zahlreiche Gründungen auf Initiative von Mäzenen, etwa von wohlmeinenden Unternehmern, die eine billigere Versorgung ihrer Arbeiter erstrebten, um deren Leistungswillen zu fördern. Der Ausgangspunkt solcher Einrichtungen war George Jacob Holyoakes Buch über die Rochdaler Pioniere. Die Prinzipien des 1844 in Rochdale gegründeten Konsumvereins wurden 1863 vom Arbeiterverein Schwanden erstmals in der Schweiz aufgenommen, in den Satzungen sind sogar die englischen Ausdrücke übernommen worden. Der 1851 gegründete Konsumverein Zürich (KVZ) trug als erster den Namen «Konsumverein» und gilt als älteste wirklich erfolgreiche Konsumgenossenschaft in der Schweiz und auf dem europäischen Kontinent.
Um 1900 entstand deshalb die politische Neutralität nach Rochdaler Vorbild und bürgerliche Konsumvereine (etwa die Großgenossenschaft Erster Wiener Consum-Verein) betonten die Rochdale-Neutralität. Andererseits wurde das belgische Modell stark politisierter Genossenschaften nach Art des Vooruit (Gent) heftig diskutiert. Die Konsumgenossenschaft galt um 1900 als aussichtsreiche Unternehmensform der Zukunft: Der französische Ökonom Charles Gide entwickelte 1889 die Vision einer kommenden Kooperativen Republik, und auch Werner Sombart sah die Konsumgenossenschaften als mögliches Instrument einer friedlichen Sozialisierung der Wirtschaft. Edward Bellamy legte in seinem Roman Ein Rückblick aus dem Jahre 2000 auf das Jahr 1887 diese Idee seinem Gesellschaftsmodell zu Grunde.

### 20. Jahrhundert

GöC-Logo

Mit der schon 1863 gegründeten britischen Co-operative Wholesale Society (C.W.S.), der 1894 gegründeten deutschen Großeinkaufs-Gesellschaft Deutscher Consumvereine und dem von 1899 datierenden Kooperativa Förbundet bildeten sich in der ersten Dekade des 20. Jahrhunderts die für etliche Jahrzehnte gültigen Strukturen des konsumgenossenschaftlichen Verbunds mit ihren Waren- und Wirtschaftszentralen heraus, mit Großeinkaufsgesellschaften als „Töchtern vieler Mütter“ (d. h. der Primärgenossenschaften), die selbst wieder einen Konzern an Fabriken der Eigenproduktion und anderer zentraler Serviceleistungen dirigierten (so die SOK 1904 in Finnland oder die GöC 1905 in Österreich). Im Ersten Weltkrieg bewährten sich die Konsumgenossenschaften als redliche Verteiler knapper Waren und erlebten auch danach einen weiteren Aufschwung (soweit sie nicht, wie in Mitteleuropa, politischen Restriktionen unterlagen).
Auch nach 1945 zählten die Konsumgenossenschaften zunächst zu den dynamischsten Mitbewerbern im Einzelhandel und gehörten zumeist zu den Pionieren der Selbstbedienung. In Japan kam es sogar zu einer neuen Gründungswelle mit stark ökologischer Ausrichtung und neuartigen Vertriebsmethoden. Ab den 1970er Jahren zeigten sich aber massive Schwierigkeiten, die in den Niederlanden schon zu Anfang der Dekade zum faktischen Verschwinden der Konsumgenossenschaften führten. In der Phase der Entideologisierung war die ideelle Motivation von Mitarbeitern und Mitgliedern vielfach verloren gegangen, es zeigten sich bei zunehmendem Wettbewerbsdruck organisatorische Schwächen und Erstarrungstendenzen. 1973 musste bereits COOP Nederland an ein Privatunternehmen verkauft werden, ein Ereignis, das in der internationalen Konsumgenossenschaftsbewegung zu Recht als Warnsignal aufgefasst wurde. Ihren Höhepunkt erreichte diese Krise im Jahrzehnt 1985 bis 1995 mit dem Zusammenbruch  der französischen Konsumgenossenschaftsgruppe um die SGCC, der Krise der deutschen Coop AG und dem Untergang des Konsum Österreich (1995). Große Probleme hatte der Sektor damals auch in Belgien, Finnland, Island, und sogar im konsumgenossenschaftlichen Musterland Schweden. Diese internationale Strukturkrise der Konsumgenossenschaften hatte zum Teil mit den Verfehlungen von Einzelpersonen zu tun, zum Teil mit veralteten Unternehmensstrukturen, die in der Folge an jene der Mitbewerber angepasst werden mussten. Weitgehend unberührt blieben von dieser Krise die auf dem etwas isolierten Schweizer Markt agierenden Genossenschaftsgruppen Coop und Migros.

## Entwicklung in Deutschland

Tafel am ehemaligen Gasthof Zur Rose in Eilenburg: „Hier entstand am 12. 7. 1850 die Lebensmittel-Association zu Eilenburg als erste Verbrauchergenossenschaft Deutschlands.“

### Grundlagen
Auch in Deutschland wurden während der Industrialisierung im 19. Jahrhundert zahlreiche Konsumgenossenschaften gegründet, mit deutlichen Schwerpunkten in Sachsen und Baden-Württemberg, wo die Arbeiterorganisationen schon früh eine bedeutende Rolle spielten. 1850 schufen in Eilenburg Handwerker und Arbeiter die Eilenburger Lebensmittelassociation, die erste richtige Konsumgenossenschaft in Deutschland. In den sozialistischen Kreisen wurden die Genossenschaften zunächst als revisionistisch angesehen, weil ihre Tätigkeit auf die Verbesserung der Lebensverhältnisse im bestehenden kapitalistischen System zielte. Diese Einschätzung änderte sich allmählich nach Aufhebung der Sozialistengesetze ab 1890.
Von Anfang an wurden die Konsumgenossenschaften vom Obrigkeitsstaat misstrauisch beobachtet. So kam die Merseburger Bezirksregierung 1851 zu dem Schluss:

„Soweit sich jedoch der Verdacht geltend macht, dass durch diese Unternehmen soziale, dem gemeinen Wesen nachteilige Bestrebungen unter gewissen Klassen der Bevölkerung gefördert werden, ist es Aufgabe der Polizeibehörde, den Verein in seinem geschäftlichen und außergeschäftlichen Verhalten zu überwachen und gegen Überschreitungen der statutarischen Vereinszwecke einzuschreiten.“

Seit der Mitte des 19. Jahrhunderts betrieben Hermann Schulze-Delitzsch, Friedrich Wilhelm Raiffeisen und Eduard Pfeiffer die Gründung von Handwerker- und landwirtschaftlichen Genossenschaften sowie Konsumgenossenschaften. Die Aktivität Schulze-Delitzschs und Raiffeisens führte dazu, dass bereits 1867 ein preußisches Genossenschaftsgesetz erlassen wurde. Am 1. Mai 1889 wurde dann das Reichsgesetz betreffend die Erwerbs- und Wirtschaftsgenossenschaften erlassen, das, wenn auch mit zahlreichen Änderungen, bis heute in Kraft ist. Paragraph 1 des Genossenschaftsgesetzes definiert die Genossenschaften als

„Gesellschaften von nicht geschlossener Mitgliederzahl, welche die Förderung des Erwerbs oder der Wirtschaft ihrer Mitglieder mittels gemeinschaftlichen Geschäftsbetriebes bezwecken.“

Charakteristisch für eine Genossenschaft ist, dass man ihr grundsätzlich jederzeit beitreten kann und dass man die Mitgliedschaft auch wieder kündigen kann und dann das eingezahlte Geld – wenn es nicht durch Verluste aufgezehrt ist – wieder ausgezahlt bekommt. Die Genossenschaft ist ein gemeinschaftlich betriebener wirtschaftlicher Verein, der darauf angelegt ist, möglichst viele Menschen mit gleichen Bedürfnissen zusammenzubringen. Im Unterschied zur Aktiengesellschaft ist nicht Gewinnmaximierung das Gesellschaftsziel, sondern die gleichberechtigte förderliche Entwicklung der Genossenschaft. Es geht um den gezielten Nutzen für die Genossenschaftsmitglieder beim Konsum, also vor allem beim Einkauf.

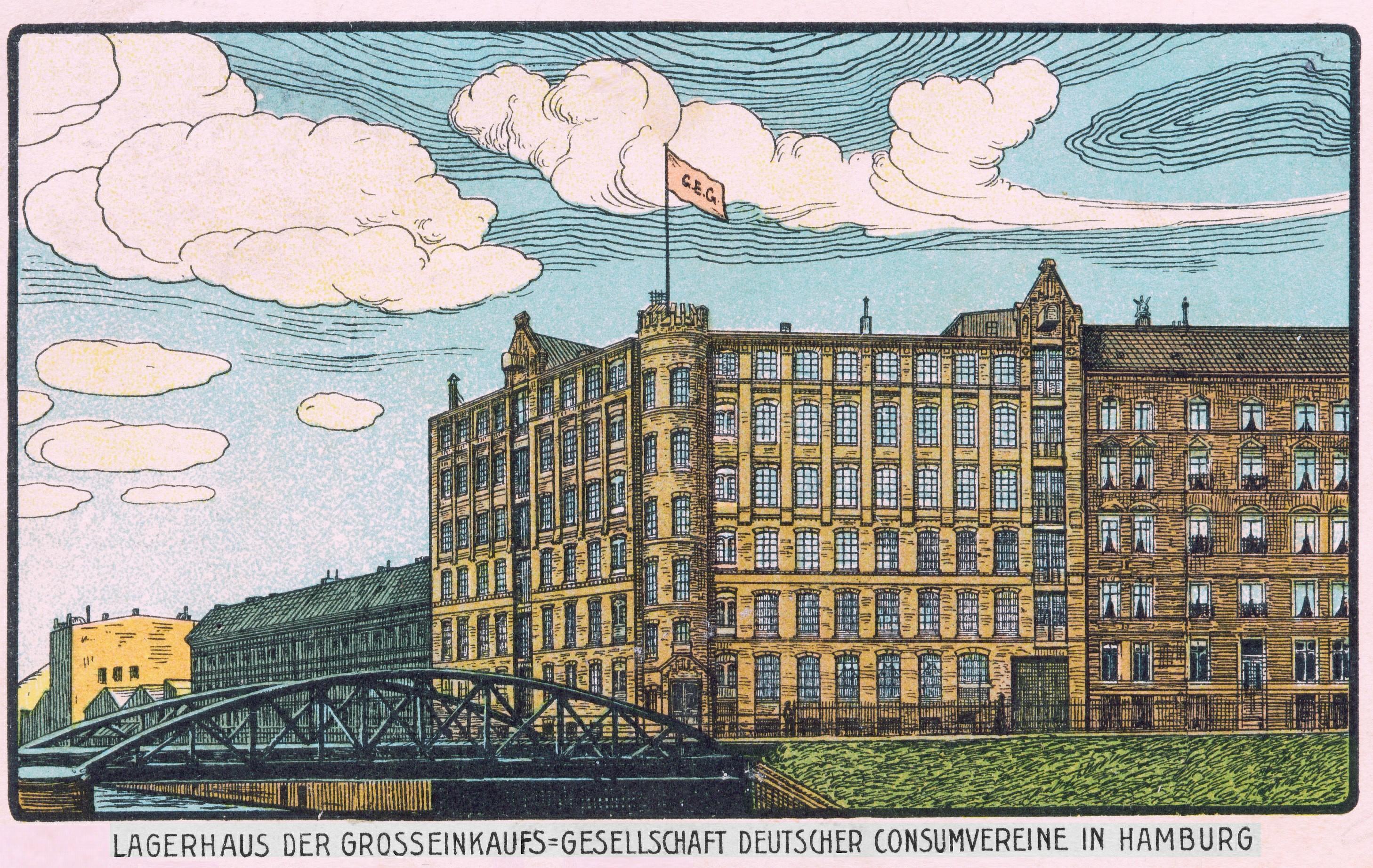
Erstes
GEG-Zentrallager Hamburg 1902

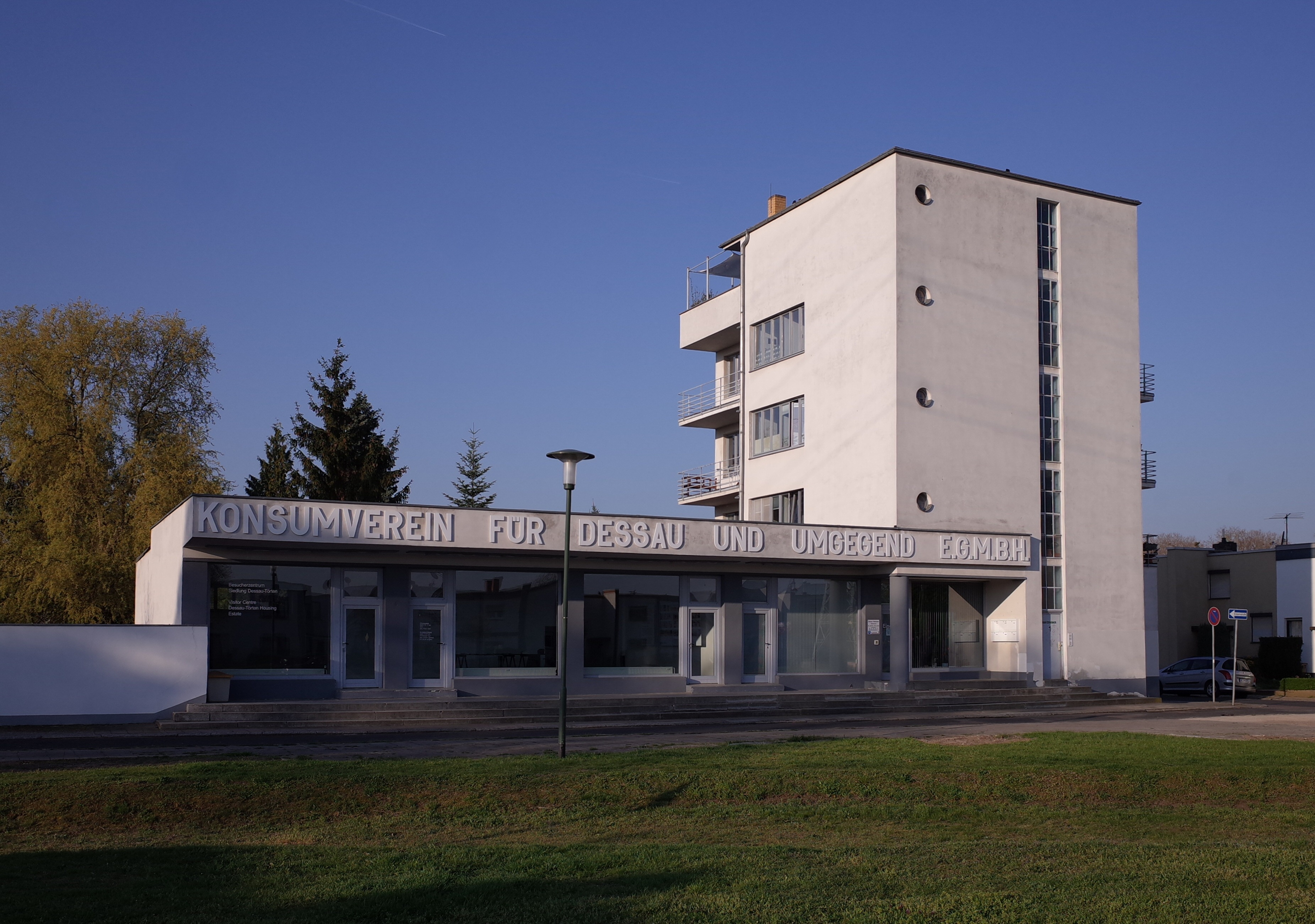
Das 1928 erbaute Konsumgebäude in Dessau ist heute Teil vom UNESCO-Welterbe Bauhaus

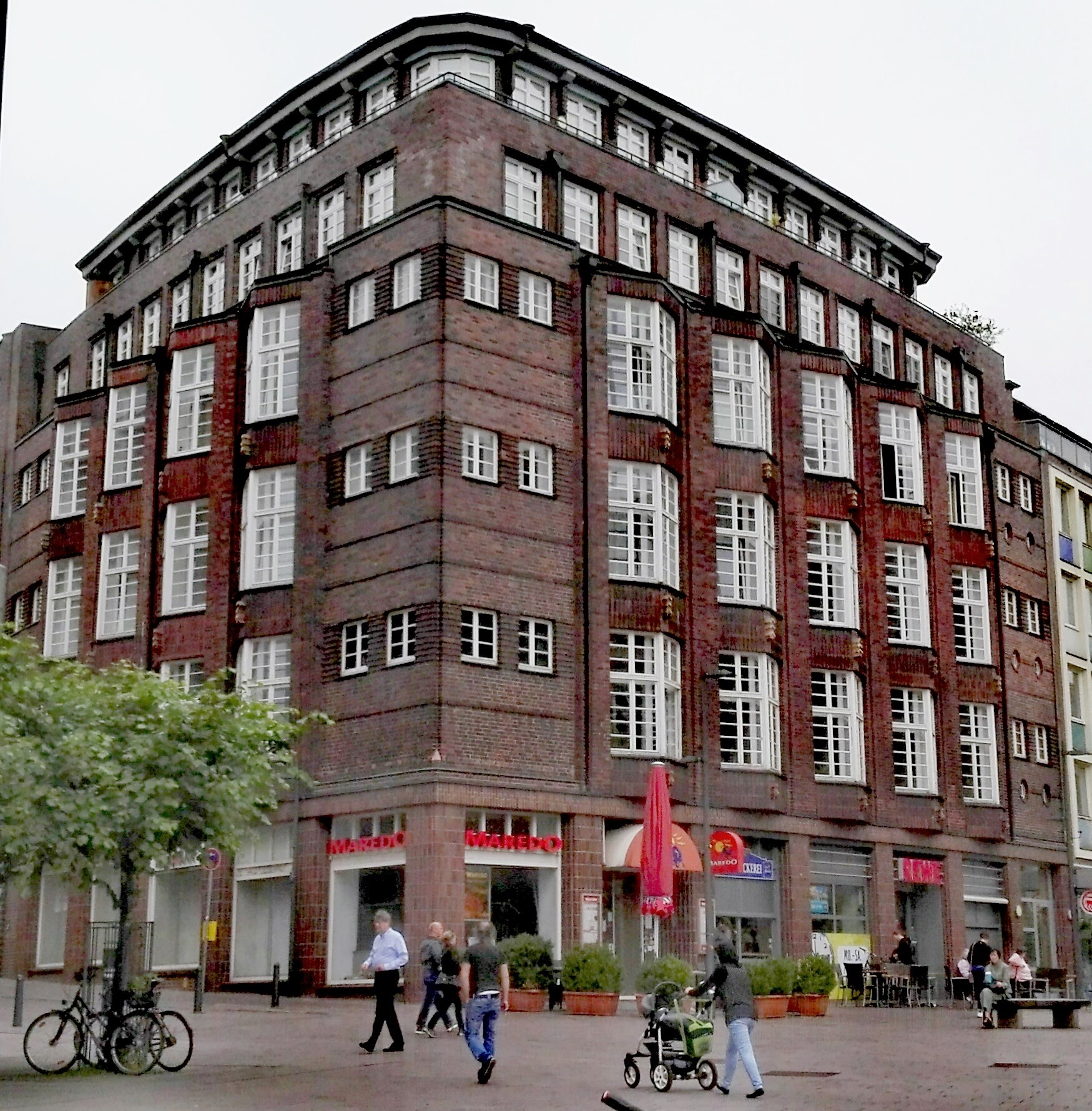
Das ab 1928 erbaute heute unter Denkmalschutz stehende Kaufhaus am Klingenberg des Konsumvereins für Lübeck und Umgegend

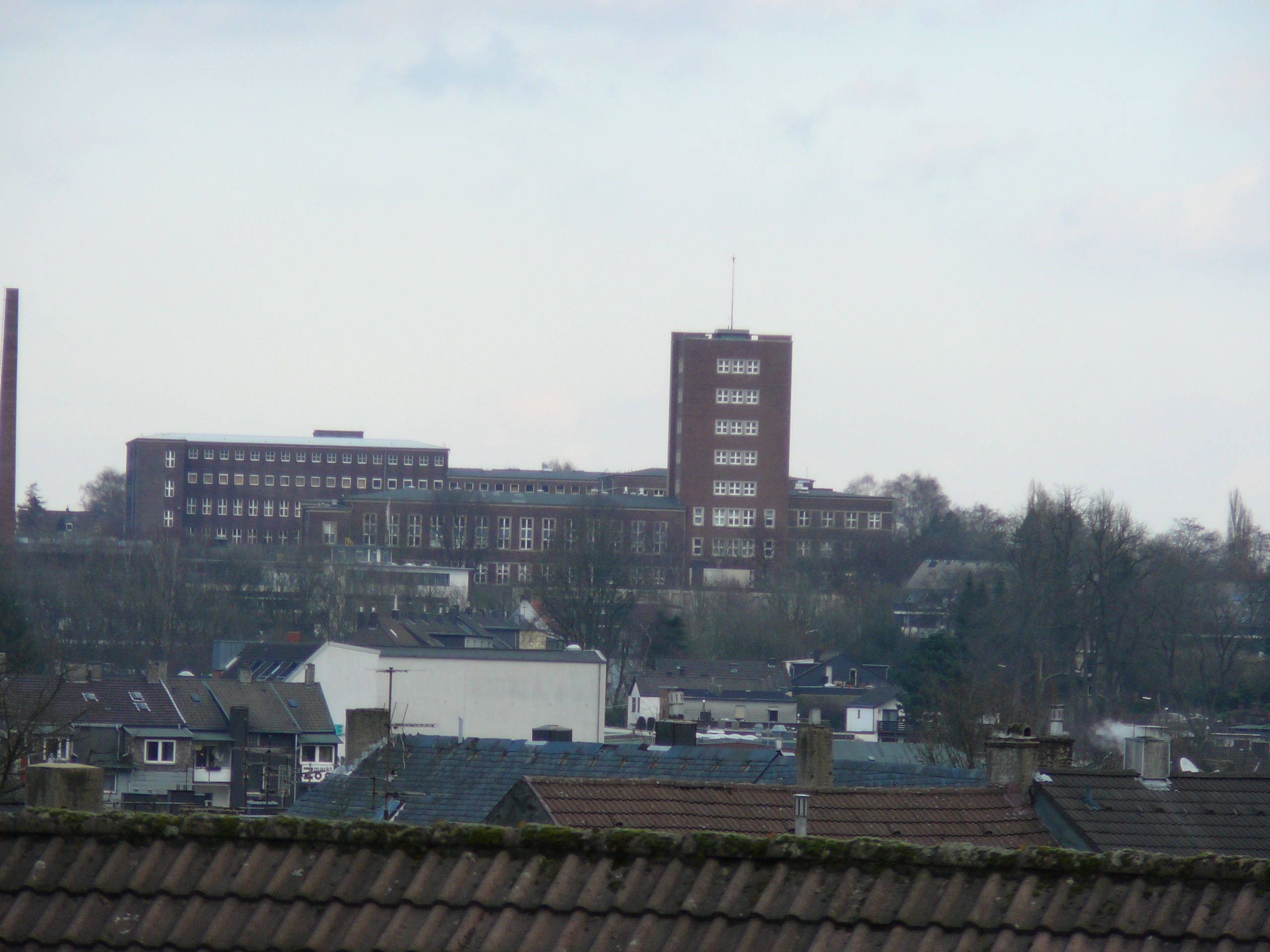
Größtes ehemaliges Genossenschaftsgebäude Deutschlands in Wuppertal mit über 130.000 m² Nutzfläche

Der Erfolg der Konsumgenossenschaften führte zu Gegenreaktionen der kleinen Einzelhändler. Sie übten Druck auf die Großhändler und die Fabrikanten aus, damit diese nicht an die Konsumgenossenschaften lieferten. Es kam zu Boykottkampagnen, weshalb die Konsumgenossenschaften schließlich 1894 eine eigene Großhandelsorganisation schufen, die Großeinkaufs-Gesellschaft Deutscher Consumvereine mbH (GEG) mit Sitz in Hamburg. Die GEG entwickelte sich zu einem erfolgreichen Geschäftsbetrieb. Sie beschränkte sich dabei nicht auf die Großhandelsfunktion, sondern begann ab 1910 mit der Einrichtung von eigenen Produktionsbetrieben. Die erste war die neu gebaute Seifenfabrik in Riesa in Sachsen. Die GEG gab im Weiteren auch Kredite oder kaufte Unternehmen, wenn Produktionsgenossenschaften der Arbeiter in wirtschaftliche Schwierigkeiten kamen. Beispielsweise übernahm sie 1910 die Produktionsgenossenschaft der Tabakarbeiter, deren drei Werke in Hamburg, Sachsen und Baden mit über 800 Beschäftigten. Solche Produktionsgenossenschaften waren oft gegründet worden, wenn nach längeren Streiks Arbeiter nicht wieder angestellt wurden und diese die Produktion in die Hände einer eigenen Produktionsgenossenschaft nahmen. Viele dieser produzierenden Genossenschaften konnten jedoch nicht lange am Markt bestehen und die GEG als Abnehmer und gegebenenfalls Übernehmer verbesserte diese Stellung.
Der Reichsverband deutscher Konsumvereine e. V. in Köln ging 1913 aus dem 1909 gegründeten Verband westdeutscher Konsumvereine e. V. hervor. Er wurde zum Spitzenverband der auf christlich-gewerkschaftlicher Tradition beruhenden Konsumgenossenschaften. Er repräsentierte die sogenannte „schwarze“ Konsumgenossenschaftsbewegung der Kölner Richtung, im Gegensatz zur „roten“, der Hamburger Richtung.
Die Waren- und Wirtschaftszentrale dieses Verbandes war die Gepag, Großeinkaufs- und Produktions-Aktiengesellschaft deutscher Konsumvereine. Die Gepag war 1923 aus der 1912 gegründeten Groß-Einkaufs-Zentrale deutscher Konsumvereine (GEZ) hervorgegangen. Sie war bis zur Gleichschaltung 1933 die Waren- und Wirtschaftszentrale der auf christlich-gewerkschaftlicher Tradition beruhenden Konsumgenossenschaften als Gegenstück zur roten Großeinkaufs-Gesellschaft Deutscher Consumvereine GmbH, der Hamburger Richtung.

### Wende vom 19. zum 20. Jahrhundert

Gepag-Flagge, Warenzeichen der Gepag, Großeinkaufs- und Produktions-Aktiengesellschaft deutscher Konsumvereine

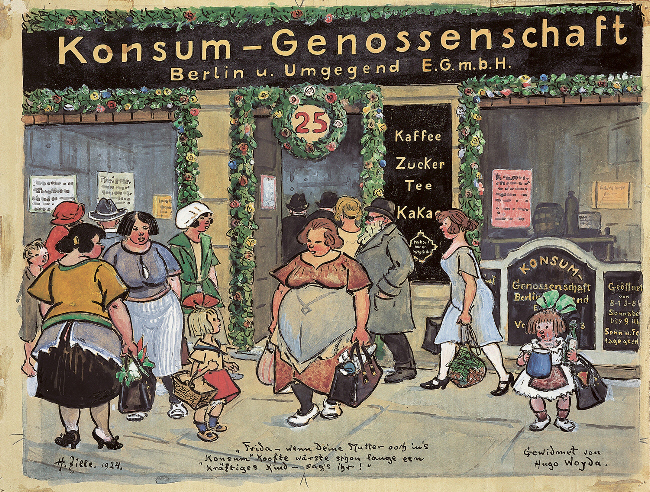
„Frida – wenn Deine Mutter ooch in’s ‚Konsum‘ koofte, wärste schon lange een kräftiges Kind – sag’s ihr!“ Illustration von Heinrich Zille (1924)

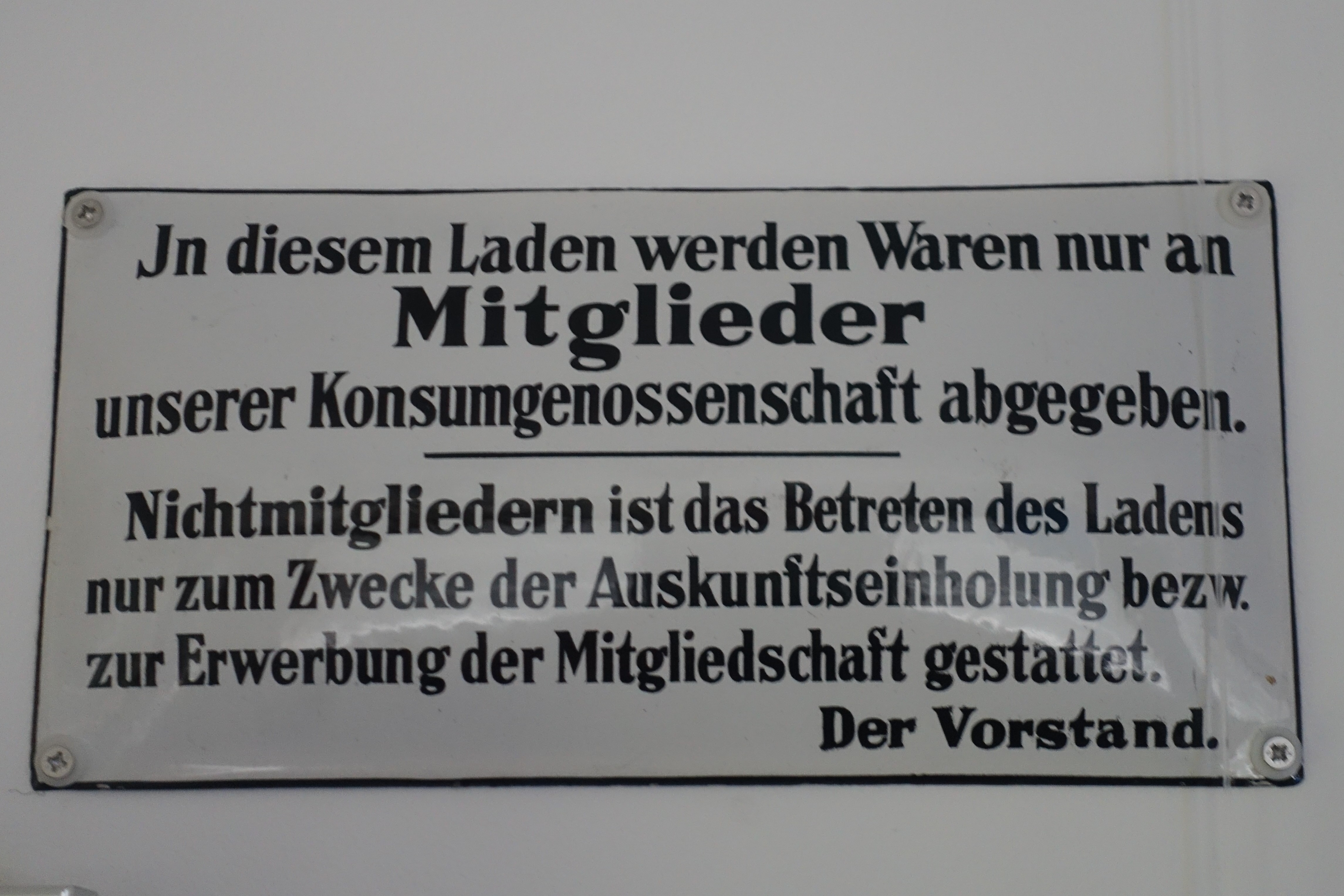
Emailleschild in den Verkaufsstellen der Konsumgenossenschaften um etwa 1925 im Hamburger Genossenschaftsmuseum

In der Zeit bis 1933 bauten die GEG und die Gepag mit fast 60 Produktionsbetrieben eine leistungsfähige Eigenproduktion auf, darunter Fleischfabriken, Teigwarenfabrikation, eine Fischwarenfabrik, eine Kakao- und Schokoladenfabrik, eine Gemüse- und Obstkonservenfabrik, eine Käserei und eine Senffabrik. Produziert wurden aber auch Kleider, Zündhölzer, Möbel und Bürsten und noch vieles andere mehr. Die GEG wurde in den 1920er Jahren zum größten deutschen Lebensmittelhandels- und Produktionsunternehmen mit über 8.000 Beschäftigten.
Eine wichtige Zeit der Gründung von Konsumgenossenschaften liegt in den Jahren um die Jahrhundertwende, nachdem das Sozialistengesetz endgültig gefallen war. Dies war auch eine Zeit des schnellen Wachstums der Mitgliederzahlen bei den Gewerkschaften und der Sozialdemokratischen Partei. So ist die Hamburger PRO oder, wie sie damals hieß, der Konsum-, Bau- und Sparverein „Produktion“ 1899 nach einem Beschluss des Hamburger Gewerkschaftskartells gegründet worden. Im selben Jahr erfolgte die Gründung der Konsumgenossenschaft Berlin und Umgegend, die später zu einer der größten Konsumgenossenschaft in Deutschland wurde. Ebenfalls 1899 wurde die Konsumgenossenschaft Kiel und Umgegend eGmbH gegründet, eine der Vorläufergenossenschaften der coop eG, die heute die mit großem Abstand umsatzstärkste deutsche Konsumgenossenschaft ist und sich inzwischen weit über ihr Stammland ausgebreitet hat.
Die Nähe zu den Gewerkschaften und zur Sozialdemokratie hat die Konsumgenossenschaften „Hamburger Richtung“, wie sie genannt wurden, immer gekennzeichnet – Hamburger Richtung deshalb, weil sie im 1903 gegründeten Zentralverband deutscher Konsumvereine e. V. mit seinem Sitz in Hamburg organisiert waren und von der Hamburger GEG beliefert wurden. Daneben gab es noch die Kölner Richtung, die christlich orientierten Konsumgenossenschaften aus dem Kolping-Umfeld.
Die „Hamburger“ Konsumgenossenschaften boten Mitgliedern der Gewerkschaften häufig eine Arbeitsmöglichkeit, wenn sie aufgrund ihrer gewerkschaftlichen oder politischen Aktivitäten missliebig geworden und auf die schwarzen Listen der Unternehmerverbände geraten waren und deshalb in ihrem jeweiligen Beruf oft im gesamten Reich keine Arbeit mehr fanden. Ein Beispiel dafür ist der spätere Hamburger Bürgermeister Max Brauer, der sich als gelernter Glasbläser für die Glasarbeitergewerkschaft engagiert hatte, auf die schwarze Liste geriet und in seinem erlernten Beruf nicht mehr arbeiten durfte. Dafür wurde er bei der PRO angestellt, die ihm andererseits so viel Spielraum für seine politischen Aktivitäten gab, dass er schließlich zum Oberbürgermeister im damals noch (preußisch) holsteinischen Altona gewählt werden konnte.
Das Verhältnis zwischen Konsumgenossenschaften und preußischem Obrigkeitsstaat änderte sich grundlegend während des Ersten Weltkrieges, als Sozialdemokratie und Gewerkschaften eine Politik des „Burgfriedens“ verfolgten. Einerseits bewährten sich die Konsumgenossenschaften in dieser Zeit der wachsenden Lebensmittelknappheit und des Hungers als getreue Anwälte ihrer Mitglieder, indem sie die zugeteilten Lebensmittel sorgfältig und gerecht verteilten und keine Schwarzmarktgeschäfte trieben, andererseits stellten sie ihre Produktionskapazitäten zur Verfügung, um Nahrungsmittel für die Front zu produzieren, wie dies die Hamburger PRO in großem Umfang tat. Bemerkenswert ist, dass die PRO dabei so viel Geld verdiente, dass sie beschloss, diesen zusätzlichen Gewinn nicht an die Mitglieder auszuschütten, sondern stattdessen ein Kindererholungsheim in Haffkrug an der Ostsee zu errichten. Dieses Heim existiert noch heute, jetzt als Seniorenerholungsheim der PRO-Stiftung. Ebenfalls besteht noch die Seniorenwohnanlage der Pro-Stiftung in Hamburg-Rissen. Vorstandsvorsitzender der PRO Stiftung (Hamburg und Haffkrug) ist Hans-Rainer Holst, ehemaliger coop-Manager.
Frühere Namen wie „Konsum-, Bau- und Spar-Verein Produktion eGmbH“ deuten bereits darauf hin, dass die Konsumgenossenschaften ursprünglich keineswegs auf den Lebensmittelhandel beschränkt waren. Vielfach bauten sie für ihre Mitglieder gleichzeitig Wohnungen und dienten andererseits als Sparkasse, wie das bei den italienischen Konsumgenossenschaften noch der Fall ist. Den Spareinrichtungen kam wirtschaftlich besondere Bedeutung zu, weil sie den Genossenschaften ermöglichten, sich finanzielle Mittel viel günstiger als bei den Banken zu beschaffen.
Anders als heute waren die Konsumgenossenschaften gesetzlich darauf beschränkt, ausschließlich an ihre Mitglieder zu verkaufen. Dazu gehörte das schon von den Rochdaler Pionieren eingeführte Prinzip der Rückvergütung. Mit den bekannten Umsatzmarken wurde der Umsatz jedes Mitglieds dokumentiert und entsprechend dem Überschuss des jeweiligen Jahres wurde eine Rückvergütung gezahlt. Es gab Genossenschaften, deren Rückvergütungssatz manchmal bei 10 Prozent lag, was natürlich zu einer erheblichen Bindung der Mitglieder an ihre Genossenschaft führte.

### Von 1933 bis 1945

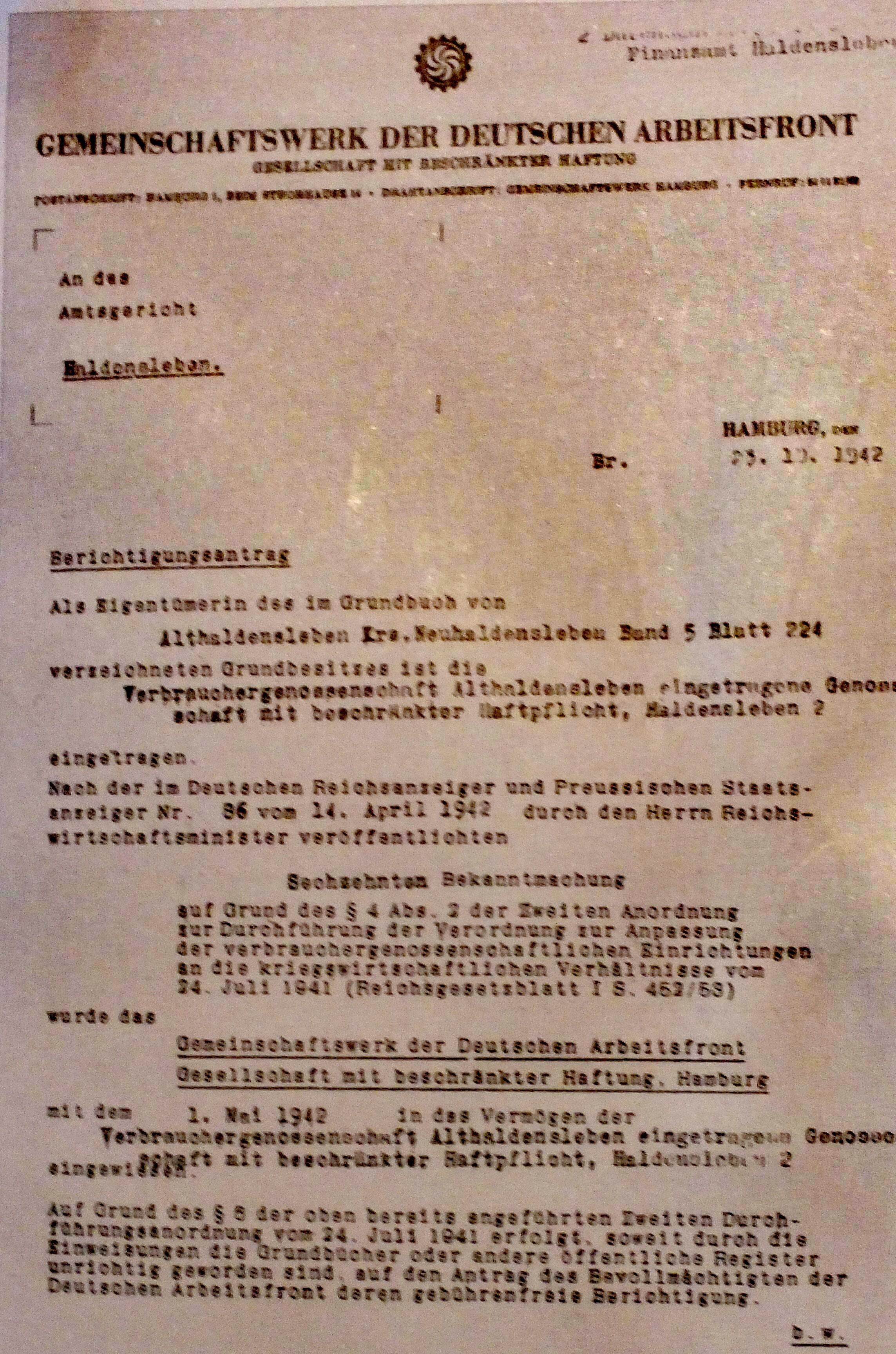
Bescheid über die Übertragung des Vermögens des früheren Konsum-Vereins Haldensleben an das NS-Gemeinschaftswerk der Deutschen Arbeitsfront in Hamburg

Die Nationalsozialisten bekämpften diese Einrichtungen insbesondere durch Gleichsetzung mit den als jüdisch diffamierten Warenhäusern seit ihrer Machtübernahme. 1932/1933 wurden durch Nationalsozialisten zahlreiche Schaufensterscheiben von Konsumläden zerstört, Läden beschmiert und in Einzelfällen auch in Brand gesteckt. In der Folge wurde das Zerstörungswerk gegen die Konsumgenossenschaften gezielt fortgesetzt. Zunächst wurde mit dem Rabattgesetz von 1933 die Rückvergütung auf drei Prozent begrenzt und damit das Interesse an der Mitgliedschaft in der Konsumgenossenschaft entscheidend beschnitten. Dann wurde den Konsumgenossenschaften verboten, Spareinlagen anzunehmen, was zu einem erheblichen Verlust an liquiden Mitteln führte und zahlreiche Konsumgenossenschaften an den Rand des Ruins brachte. Im Mai 1933 wurden die Konsumgenossenschaften und ihre Zentralorganisationen gleichgeschaltet. Schließlich erzwang die NSDAP die Liquidation aller Genossenschaften, denen es wirtschaftlich nicht mehr gut ging, so beispielsweise der Konsumgenossenschaften in Berlin, Kiel, Lübeck und Hannover.
Im Mai 1933 wurden die Konsumgenossenschaften und ihre zentralen Organisationen gleichgeschaltet und dadurch aufgelöst. Die GEG wurde am 14. August 1933 umfirmiert in Reichsbund der deutschen Verbrauchergenossenschaften GmbH (GEG). Darin wurden nun die genossenschaftlichen Zentralorganisationen zusammengefasst: der Zentralverband deutscher Konsumvereine e.V und die Großeinkaufs-Gesellschaft Deutscher Consumvereine mbH. sowie die Verlagsgesellschaft deutscher Konsumvereine mbH (alle in Hamburg), und der Reichsverband deutscher Konsumvereine e. V. und die Gepag, Großeinkaufs- und Produktions-Aktiengesellschaft deutscher Konsumvereine, beide mit Sitz Köln. Nach dem Erlass des Gesetzes vom 31. Mai 1935 für den Reichsbund (GEG) wurde die Unternehmensstruktur wieder umorganisiert. Die Firma wurde abermals geändert, in Deutsche Großeinkaufs-Gesellschaft mbH (Deugro). Damit war im Firmennamen kein Hinweis mehr auf die genossenschaftliche Herkunft enthalten. In Hamburg wurde die gut fundierte Konsumgenossenschaft Produktion, deren Verkaufsstellen in eigenen Wohnblocks eingerichtet waren, gleichgeschaltet und firmierte unter „Niederelbische Verbrauchergenossenschaft“.
Zum 1. April 1941 wurden die verbliebenen konsumgenossenschaftlichen Einrichtungen und ihre Zentralorganisationen in die Deutsche Arbeitsfront eingegliedert unter eine Holding, die als Gemeinschaftswerk der Deutschen Arbeitsfront (GW) firmierte.

### Entwicklung seit 1945

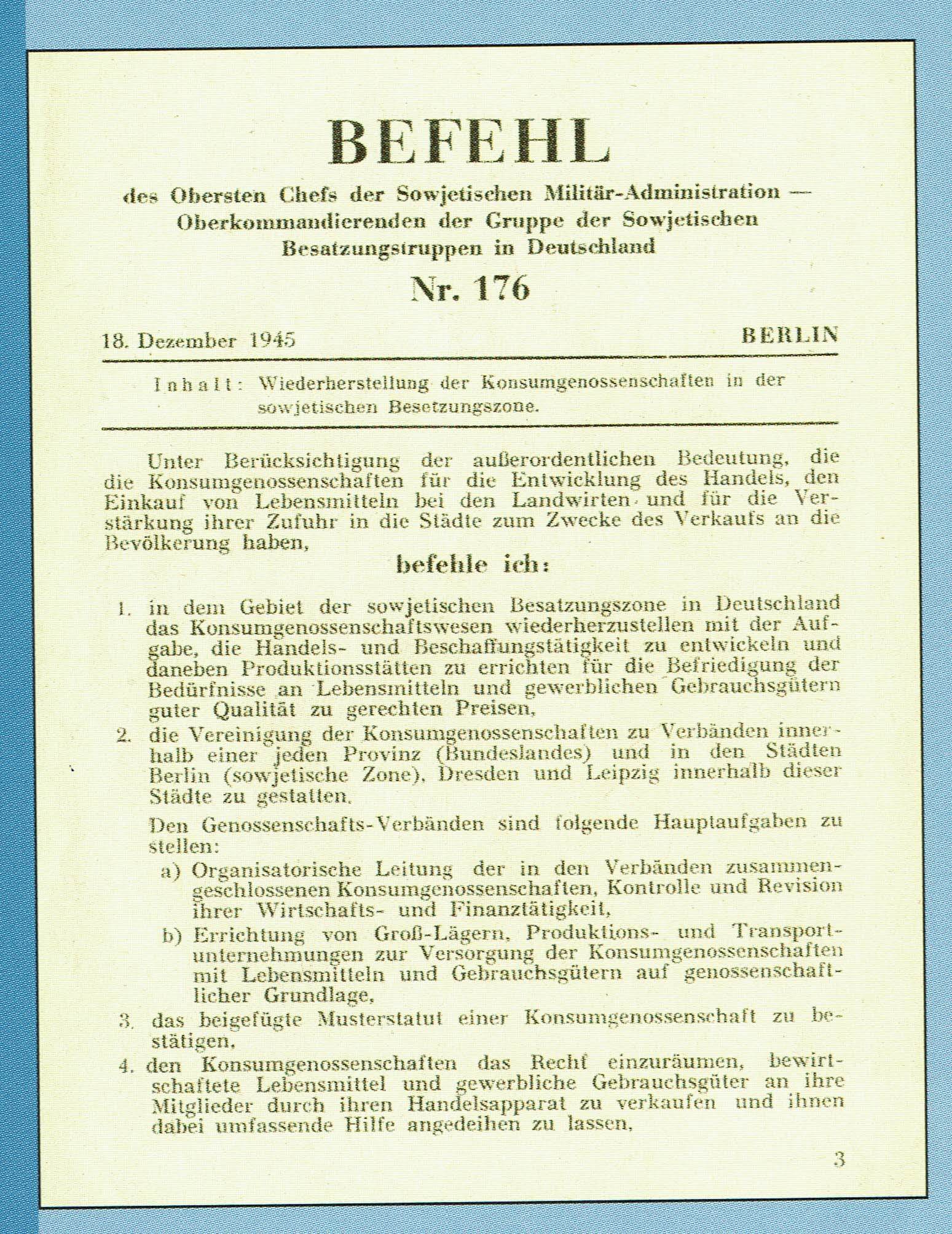
Befehl Nr. 176 des Obersten Chefs der Sowjetischen Militär-Administration

Nach Kriegsende fanden sich überall die Konsumgenossenschafter zusammen und bemühten sich, die Genossenschaften wieder zu gründen und das verlorene Vermögen, soweit es noch existierte, zurückzubekommen. Die vier Besatzungsmächte gingen ganz unterschiedliche Wege.

#### Sowjetische Besatzungszone / DDR

Logo der Konsumgenossenschaften in der DDR

In der sowjetischen Besatzungszone wurden die rechtlichen Grundlagen für die Neugründung von Konsumgenossenschaften bereits durch den Befehl Nr. 176 der sowjetischen Militäradministration vom 18. Dezember 1945 wiederhergestellt. Ende 1945 existierten bereits 5380 Verkaufsstellen. Ende 1947 zählten die Konsumgenossenschaften in der sowjetischen Besatzungszone bereits 1,8 Millionen Mitglieder. Ab 1949 bildeten die in Bezirks- und Kreisverbänden organisierten Konsumgenossenschaften den Verband deutscher Konsumgenossenschaften. 17 Prozent des gesamten Einzelhandelsumsatzes erreichten 1950 die Konsumgenossenschaften. Der erste Selbstbedienungsladen in der DDR wurde vom Konsum Groß-Berlin eGmbH 1952 in Treptow eröffnet. Die Bedeutung des Konsum in der DDR war erheblich. Dort gab es zur gleichen Zeit 4,6 Millionen Mitglieder, und der Konsum wickelte über 30 Prozent des Einzelhandels ab.
Nach der Wende gerieten die Konsumgenossenschaften in starke wirtschaftliche Schwierigkeiten, die zu zahlreichen Betriebsschließungen und auch Insolvenzverfahren führten. Allerdings gelang es etlichen Genossenschaften, Anschluss an die neuen Bedingungen im Handel zu finden und ihre Unternehmen zu sichern. Erfolgreich arbeiten die Konsumgenossenschaften in Dresden, in Leipzig, in Weimar, in Berlin (wieder) oder in Seehausen. Aus dem früheren Verband der Konsumgenossenschaften der DDR wurde die Zentralkonsum eG (Wirtschaftsunternehmen und Interessenvertreter), die heute noch Eigentümer der von der GEG gegründeten Bürstenfabrik Bürstenmann in Stützengrün ist. 2001 wurde vom Konsum-Prüfverband e. V. und dem ZdK ein gesamtdeutscher Prüfungsverband für die Konsumgenossenschaften geschaffen, der gleichzeitig die Funktion des genossenschaftlichen Spitzenverbandes für die Interessenvertretung gegenüber Regierungen, Behörden und anderen Genossenschaftsverbänden wahrnimmt. Heute werden die am Markt aktiven Konsumgenossenschaften mehrheitlich vom Mitteldeutschen Genossenschaftsverband (Raiffeisen/Schulze-Delitzsch) e. V. mit Sitz in Chemnitz geprüft.

#### Trizone / Westdeutschland

Logo der Konsum-Genossenschaften in der BRD (1950)

In der britischen Besatzungszone wurde 1945 der frühere GEG-Geschäftsführer Henry Everling zum Generaldirektor des „GEG Komplexes“ ernannt, wie das Gemeinschaftswerk der deutschen Arbeitsfront nun bezeichnet wurde. Die Briten förderten wie auch in anderen gesellschaftlichen Bereichen den Aufbau von unten, was zur Gründung zahlreicher kleiner Konsumgenossenschaften führte, während die Amerikaner und Franzosen in ihren Zonen an die Strukturen des Gemeinschaftswerkes und der dazugehörenden Versorgungsringe anknüpften. Große Anstrengungen wurden von den Genossenschaftsmitgliedern unternommen, das frühere Vermögen zurückzubekommen. Viel war verloren oder zerstört und konnte nicht wiedererlangt werden. Mit dramatischen Aktionen von Hamburger Genossenschaftern wurde unmittelbar nach Kriegsende der von der alten Arbeitsfront-Riege eingefädelte Verkauf des ehemals konsumgenossenschaftlichen Vermögens an Reemtsma verhindert. Die schnelle Aufbauarbeit führte dazu, dass 1948 in den drei Westzonen immerhin wieder 250 Konsumgenossenschaften mit 750.000 Mitgliedern und 5.700 Verteilungsstellen existierten.
Die Konsumgenossenschaften knüpften an die alte Tugend an, Vorreiter bei der Modernisierung zu sein. Die Hamburger Produktion (später kurz „PRO“) eröffnete 1949 den ersten Selbstbedienungsladen in Deutschland. Vorbild waren die schwedischen Konsumgenossenschaften. Anfang der 1960er Jahre erreichten die Konsumgenossenschaften in der alten Bundesrepublik ihren Höchststand mit 2,6 Millionen Mitgliedern, 79.000 Beschäftigten und fast 10.000 Läden.

#### co op AG

Logo der Marke co op

Mit dem Vordringen der Discounter und der großen Einzelhandelsfilialisten änderte sich das Klima in der alten Bundesrepublik für die Konsumgenossenschaften grundlegend. Wie auch in einigen anderen Ländern kamen immer mehr westdeutsche Genossenschaften in wirtschaftliche Bedrängnis. Der ehemalige Produktivitätsvorsprung des Konsum wurde eingeholt und überholt. Es begann eine große Modernisierungsdebatte, die in den 1960er Jahren mit der Einführung der Marke co op zu einer optischen Modernisierung führte. Mit der Einrichtung der ersten plaza-Märkte wurde auf das Vordringen der Großflächenangebote geantwortet.
Gleichzeitig fand eine Diskussion um die Frage der richtigen Rechtsform statt, die damit endete, dass von vielen führenden Konsumgenossenschaftlern die Aktiengesellschaft für die bessere Rechtsform als die der Genossenschaft gehalten wurde. Als erste Konsumgenossenschaft wandelte sich die saarländische Asko 1972 in eine AG. Diesem Beispiel folgten weitere Genossenschaften, unter anderem auch die Hamburger „PRO“. Der Wechsel der Rechtsform machte aus kranken Genossenschaften keine gesunden Aktiengesellschaften. Im Zuge der weiteren Fusionsbewegung versammelte sich der weitaus größte Teil des ehemals konsumgenossenschaftlichen Handels schließlich in der Frankfurter co op AG.
An der co op AG war die gewerkschaftliche BGAG maßgeblich beteiligt, die genossenschaftlichen Grundsätze gingen jedoch mit der neuen Ausrichtung der Aktiengesellschaft co op verloren. Sie geriet, auch bedingt durch kriminelle Machenschaften von Managementangehörigen um den Vorstandsvorsitzenden Bernd Otto, in wirtschaftliche Bedrängnis. Um einen Konkurs abzuwenden, wurde 1989 ein Vergleich mit den 143 Gläubiger-Banken geschlossen, der faktisch das Ende der co op AG bedeutete. Ihre Reste wurden als Deutsche SB-Kauf AG an den Metro-Konzern übertragen.
Dieser Wandlungsprozess zur Aktiengesellschaft führte so zu einer Enteignung der ehemaligen Mitglieder der Konsumgenossenschaft (vor allem der Hamburger PRO). Parallel zu den Schwierigkeiten in Deutschland gab es auch massive Krisen bei den Konsumgenossenschaften anderer Industriestaaten, etwa Belgiens, Frankreichs, Finnlands, Islands, und sogar im konsumgenossenschaftlichen Musterland Schweden. Vielfach kam es zu Insolvenzen und zur weitgehenden Verdrängung vom Markt (so im Falle des Konsum Österreich im Jahr 1995). Man kann deshalb wohl ab etwa 1975 von einer internationalen Strukturkrise der Konsumgenossenschaften sprechen, die nicht nur mit den Verfehlungen von Einzelpersonen zu tun hatte.

#### coop eG
Nicht alle Konsumgenossenschaften waren dem Weg der deutschen co op in die AG gefolgt. Genossenschaft geblieben sind etliche kleine und kleinste Konsumgenossenschaften, aber auch die damals besonders ertragsstarken Genossenschaften KG Dortmund-Kassel eG und die bis 2016 eigenständige coop eG in Schleswig-Holstein.
Die KG Dortmund-Kassel hatte zeitweilig über 500.000 Mitglieder. Sie geriet unter anderem wegen der vernachlässigten Modernisierung des Ladennetzes in den 1990er Jahren in wirtschaftliche Schieflage, stand 1997 kurz vor dem Konkurs und wurde, nachdem bereits am 27. Juni 1998 ihre Auflösung beschlossen wurde, schrittweise bis 2008 liquidiert. Zwei Drittel der Märkte wurden von Edeka übernommen.
Übrig blieb von den größeren Konsumgenossenschaften in Westdeutschland einzig die coop eG, ehemals coop Schleswig-Holstein eG. Die Genossenschaft war nicht nur in Schleswig-Holstein tätig, sondern in insgesamt fünf Bundesländern (neben Schleswig-Holstein auch in Mecklenburg-Vorpommern, Brandenburg, Hamburg und Niedersachsen). Die Märkte in Süddeutschland (Baden-Württemberg und Bayern), die 1999 durch die Fusion mit der coop Ulm zur coop eG gekommen waren, wurden im Jahr 2009 an Rewe veräußert. Die coop eG hatte seit ihrer Wiedergründung nach dem Zweiten Weltkrieg bis 2005 keinen Verlust gemacht. Auf der Rangliste der deutschen Lebensmittelhandelsunternehmen stand sie 2014 auf Platz 17, machte rund 1,28 Milliarden Euro Umsatz, hatte ca. 54.000 Mitglieder und über 9.000 Beschäftigte.
Ab 2016 war die coop eG finanziell angeschlagen und veräußerte das Einzelhandelsgeschäft nach und nach an Rewe. Dabei wurden alle 163 Märkte, die zuvor unter den Marken Sky und Plaza auftraten, auf Rewe umgeflaggt. Die weiter bestehende coop eG konzentriert sich auf Immobilienverwaltung und -entwicklung sowie Vermögensverwaltung. Damit existiert in Deutschland keine Konsumgenossenschaft mehr unter dem Namen coop.

#### Neue Entwicklungen
Zum Konsum gehören heute nicht mehr nur Waren, sondern immer mehr auch Dienstleistungen, so dass vor allem Dienstleistungsgenossenschaften zum Kreis der Konsumgenossenschaften zählen. Beispielsweise gibt es in Hamburg und Bremen jeweils eine Genossenschaft von Behinderten, in denen sich diese ihre Betreuung selbst organisieren mit dem Ziel, Menschenwürde zu erhalten. Im Sinne der genossenschaftlichen Sicherung der Lebensmittelqualität wurden Genossenschaften für den Vertrieb ökologischer Nahrungsmittel (sog. Foodcoops) gegründet sowie in kleinen und mittelgroßen Ortschaften, aus denen gewinnorientierte Anbieter sich aufgrund zu geringer Margen zurückgezogen hatten. Eine der jüngsten Konsumgenossenschaften ist schließlich die im Jahr 2000 gegründete Greenpeace Energy eG (heute Green Planet Energy eG), die mit Ökostrom handelt. Auch das Konzept der sogenannten Cannabis Social Clubs orientiert sich an dem Prinzip von Konsumgenossenschaften.

## Die Entwicklung in der Schweiz

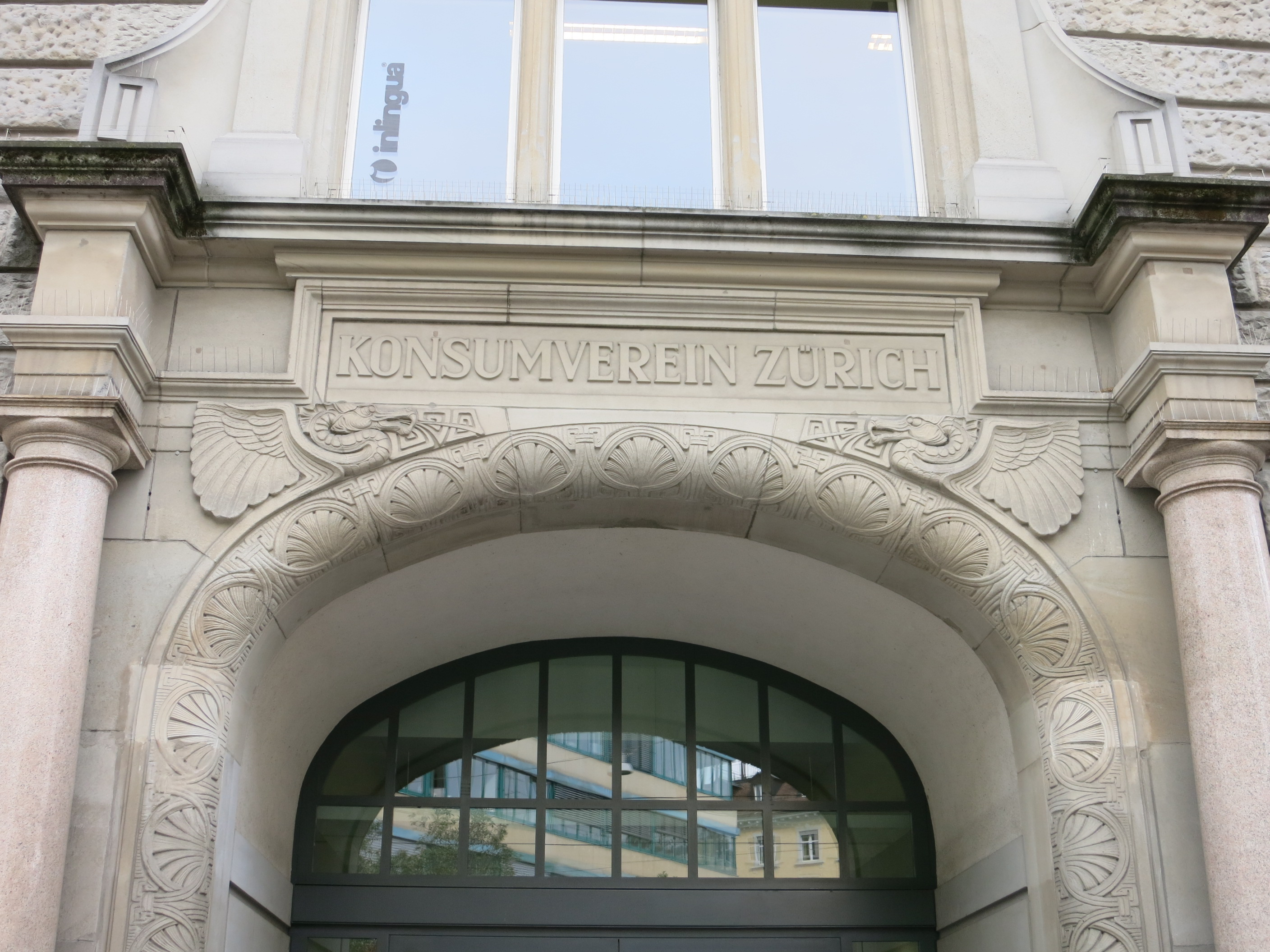
Konsumverein Zürich

Die hohen Lebensmittelpreise in den 1840er Jahren führten in den Kantonen Glarus, St. Gallen, Schwyz, Bern, Waadt und Genf zur Verbreitung von Selbsthilfeorganisationen zur Vermittlung von Brot nach dem Vorbild der Aktienbäckerei Schwanden von 1839. 1847 gründete die Allgemeine Arbeitergesellschaft in Basel einen Konsumverein, der bis 1859 bestand.
Der 1851 von acht Grütlianern um Karl Bürkli gegründete Konsumverein Zürich war der erste Verein mit dem Namen «Konsumverein» und damit die älteste erfolgreiche Konsumgesellschaft der Schweiz und auf dem europäischen Kontinent. Im Laufe des Jahres 1853 bildeten sich über 30 Konsumvereine im Kanton Zürich. Der Fabrikarbeiterverein Schwanden entwarf 1864 seine Statuten nach den Grundsätzen der 1844 gegründeten Gesellschaft der Pioniere von Rochdale. Der Verband Schweizerischer Konsumvereine VSK wurde 1890 gegründet, 1893 zur Dachorganisation und 1941 zur Dachgenossenschaft umgewandelt. Er vertrat 572 Konsumvereine (1950) mit 3320 Verkaufsstellen (1960) und ging 1970 im Coop (Schweiz) auf. Die Coop- und Migros-Genossenschaft gehören zu den größten Detailhandelsunternehmen der Schweiz.